# Kindlbuch
Kindlbuch ist ein Gemeindeteil des Marktes Buchbach im oberbayerischen Landkreis Mühldorf am Inn.

## Geografie
Die Einöde Kindlbuch liegt 600 Meter nordöstlich des Marktplatzes von Buchbachauf in der Gemarkung Buchbach.

## Bevölkerungsentwicklung

Kindlbuch 3

Um 1871 gab es in Kindlbuch sechs Einwohner. Im Mai 1987 lebte dort während der Volkszählung niemand in einem Wohngebäude.
| Jahr      | 1871 | 1925 | 1950 | 1970 | 1987 |
| Einwohner | 1    | 4    | 3    | 0    | 0    |